# Іштван Селей
Іштван Селей (угор. Szelei István, нар. 7 грудня 1960, Сентеш, Угорщина) — угорський фехтувальник на рапірах, бронзовий призер Олімпійських ігор 1988 року.

## Виступи на Олімпіадах
| Олімпіада   | Дисципліна           | Місце |
| ----------- | -------------------- | ----- |
| Москва 1980 | індивідуальна рапіра | 7     |
| Москва 1980 | командна рапіра      | 6     |
| Сеул 1988   | командна рапіра      | 3     |